# Batgirl (Film)
Batgirl ist eine abgedrehte, aber unveröffentlichte US-amerikanische Comicverfilmung von Adil El Arbi und Bilall Fallah basierend auf dem Charakter Barbara Gordon / Batgirl der DC Comics. Der Film war als Teil des DC Extended Universe konzipiert und sollte 2022 auf HBO Max veröffentlicht werden. Die Hauptrolle spielt Leslie Grace, weitere Rollen übernehmen J. K. Simmons, Brendan Fraser, Michael Keaton und Ivory Aquino.
Die Entwicklung des Batgirl-Films begann im März 2017. Initiator war Joss Whedon, der das Projekt jedoch ein Jahr später verließ. Im April 2018 wurde Christina Hodson verpflichtet, um das Drehbuch zu überarbeiten. 2021 wurden die Regisseure sowie die Besetzung der Hauptrolle bekanntgegeben, zudem begannen die Dreharbeiten in Glasgow. Der Film befand sich bei Abbruch durch Warner Bros. Discovery am Beginn der Postproduktionsphase.

## Produktion
Ende März 2017 berichtete das Branchenmagazin Variety, dass Joss Whedon kurz vor einem Vertrag steht, einen Film über die Figur Batgirl von DC Comics zu drehen. Dabei sollte er das Drehbuch schreiben, Regie führen und als Produzent fungieren. Noch am selben Tag, an dem Whedon als Regisseur vorgeschlagen wurde, berichtete Entertainment Weekly, dass die Interpretation von Batgirl im Film auf die Version der New-52-Comics zurückgehen wird. Whedon erklärte später, dass er es interessant fand, über die Beweggründe einer jungen Frau wie Batgirl nachzudenken, die verdeckt unter einer Kapuze für Gerechtigkeit kämpft, ohne dass sie ein Trauma wie beispielsweise Batman erlitten hat.
Whedon hatte bereits in den 2000er-Jahren für DC Comics an einem Skript für einen Film über Wonder Woman gearbeitet. Dieser Film wurde aber nie realisiert. Zudem führte er bereits Regie bei den Filmen Marvel’s The Avengers (2012) und Avengers: Age of Ultron (2015), zwei Filmen aus dem Marvel Cinematic Universe von DCs Konkurrenten Marvel. Die Süddeutsche Zeitung schrieb, nach den Filmen Suicide Squad (2016) und Wonder Woman (2017) im DC Extended Universe will sich DC „nun anscheinend mit weiblichen Superhelden in der Hauptrolle profilieren“, wobei Whedon mit der Serie Buffy – Im Bann der Dämonen bereits beweisen konnte, „starke, interessante Frauenfiguren schreiben“ zu können. Laut dem Bericht von Variety werden neben Batgirl auch andere Figuren aus der fiktiven Stadt Gotham auftauchen. Nach dem Film Wonder Woman ist Batgirl der zweite Film im DC Extended Universe, über eine einzelne, weibliche Hauptfigur. Gemäß Whedons Wunsch sollte die Hauptdarstellerin eher noch unbekannt sein, er schloss aber auch bekannte Gesichter in Hollywood nicht aus.
Nachdem sich Ende Mai 2017 Zack Snyder als Regisseur vom Film Justice League zurückgezogen hatte, sprang Joss Whedon für ihn ein und beendete die Produktion. Obwohl Justice League sowohl finanziell als auch von Seiten der Kritiker kein Erfolg wurde, bestätigte Whedon wenige Tage nach der Veröffentlichung des Films, dass er nach wie vor an Batgirl arbeite. Im März 2018 verließ Whedon jedoch das Projekt.
2021 kündigte Warner Bros schließlich an, den Film exklusiv auf ihrer Streamingplattform HBO Max veröffentlichen zu wollen. Als Hauptdarstellerin verpflichtete man nach langer Suche Leslie Grace, während J. K. Simmons als Commissioner Gordon zurückkehrt. Als Drehbuchautorin fungiert Christina Hodson, die Regie übernehmen Adil El Arbi und Bilall Fallah.
Die Dreharbeiten begannen am 30. November 2021 in Glasgow unter dem Arbeitstitel Cherry Hill mit John Mathieson als Kameramann. Zuvor stand Glasgow bereits in The Flash (2023) sowie in The Batman (2022) Pate für Gotham City. Ende März 2022 waren die Dreharbeiten für abgeschlossen erklärt.
Im August 2022 wurde bekannt, dass der Film nicht veröffentlicht werden soll. Es wurde berichtet, dass Warner Bros. aufgrund schlechter Testvorführungen den Film zurückhält und nicht zu Ende produzieren wird. Man habe schlechte Auswirkungen auf die DC-Kinoproduktionen befürchtet. Die Produktion kostete 90 Millionen US-Dollar. Damit handelt es sich um den kostspieligsten nicht veröffentlichten Film aller Zeiten. Warner Bros. kommentierte in einem Statement, die Entscheidung sei aufgrund einer strategischen Umorientierung erfolgt. Sie spiegle nicht die schauspielerische Leistung wider, man hoffe, mit den Filmemachern und Darstellern wieder zusammenzuarbeiten. Variety berichtete, dass die neue Unternehmensführung keine Filme mehr ausschließlich für seine Streamingdienste produzieren wolle, jedoch für Batgirl nicht die Kosten einer Kinoveröffentlichung habe tragen wollen. Voraussichtlich werde der Konzern eine Abschreibung vornehmen, dadurch kann der Film in keiner Weise veröffentlicht werden.